# Sozialgericht Mannheim

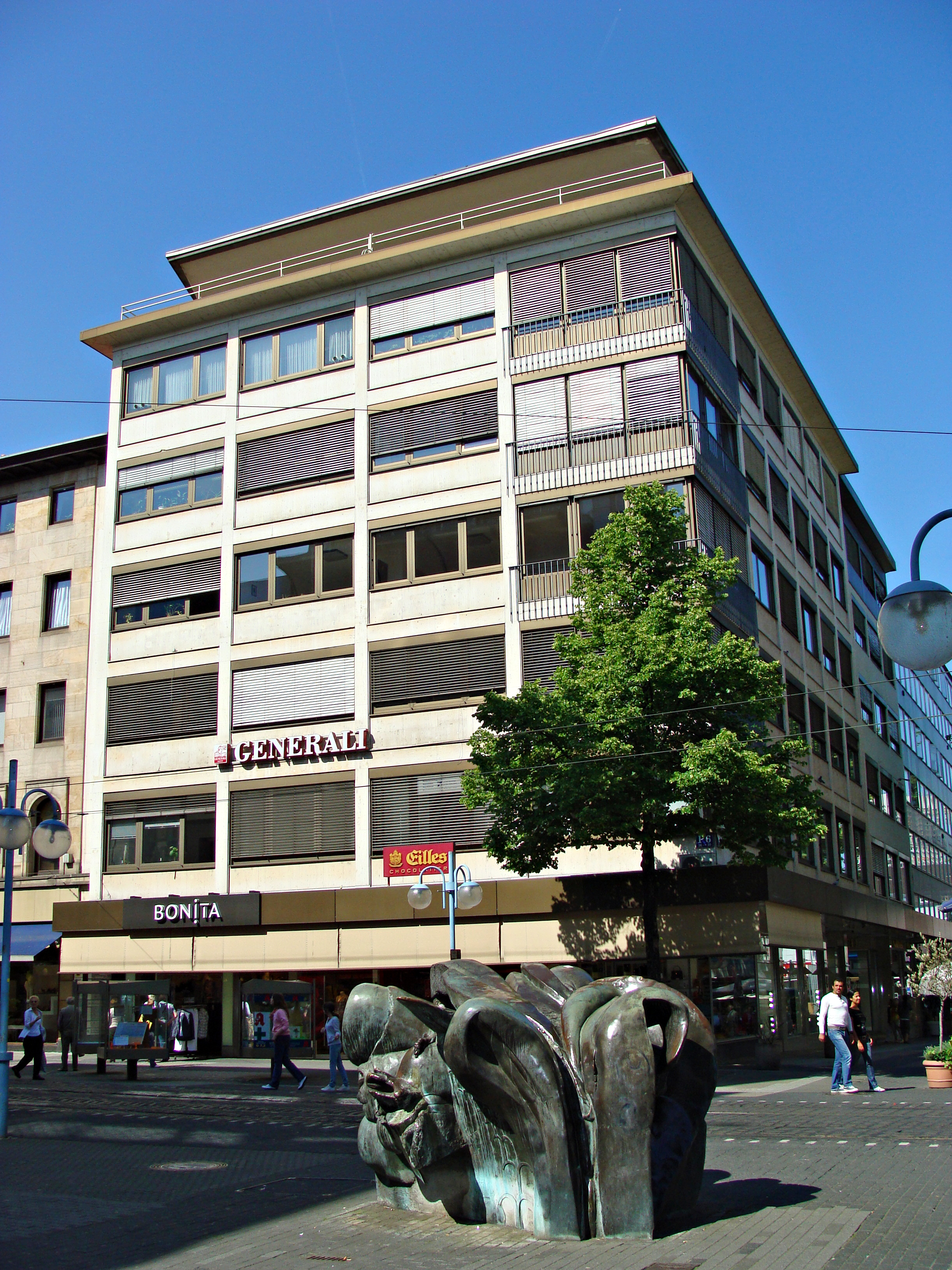
Sozialgericht Mannheim

Das Sozialgericht Mannheim ist ein Gericht der Sozialgerichtsbarkeit in Baden-Württemberg. Es ist eines von acht Sozialgerichten im Bezirk des Landessozialgerichts Baden-Württemberg.

## Gerichtsbezirk und Zuständigkeit
Das Sozialgericht hat seinen Sitz in Mannheim. Der Gerichtsbezirk umfasst die Städte Mannheim und Heidelberg sowie die Landkreise Rhein-Neckar-Kreis und Neckar-Odenwald-Kreis. 2007 lebten knapp 1,14 Millionen Menschen in dem Bezirk.
Das Sozialgericht Mannheim ist innerhalb seines Gerichtsbezirks als erstinstanzliches Gericht zuständig für Streitigkeiten nach dem Sozialgerichtsgesetz.

## Instanzenzug
Dem Sozialgericht direkt übergeordnet ist das Landessozialgericht Baden-Württemberg in Stuttgart. Diesem ist das Bundessozialgericht in Kassel übergeordnet.

## Geschichte und Gebäude

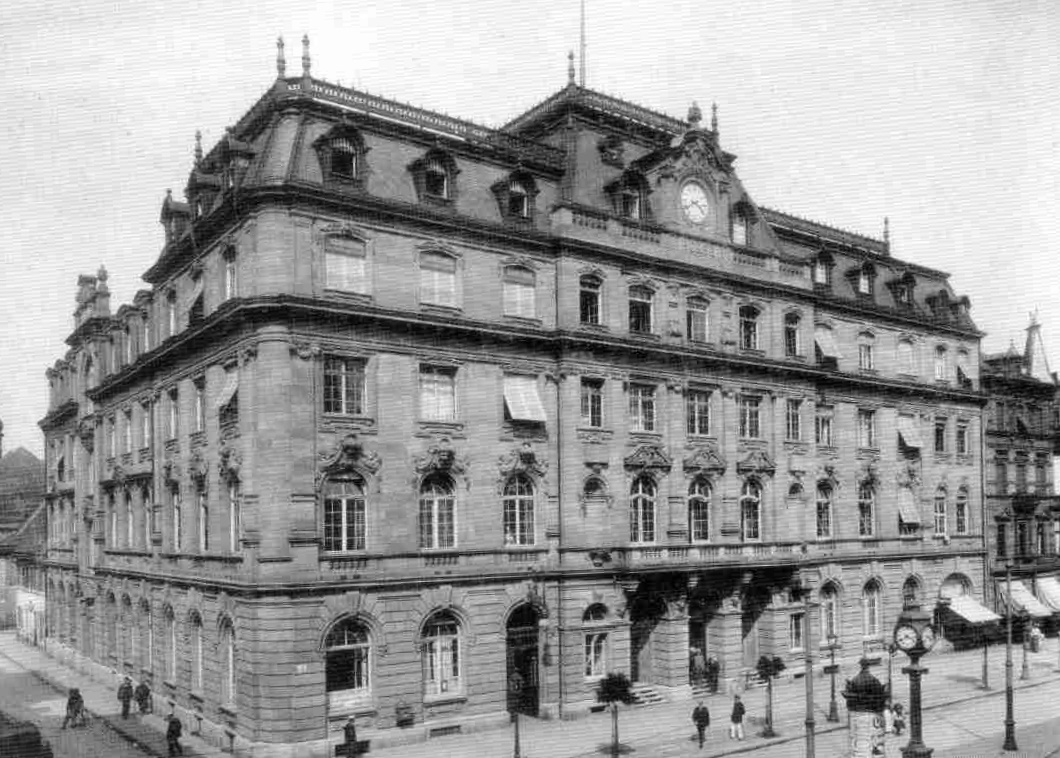
Alte Börse

Das Sozialgericht wurde am 1. Januar 1954 gegründet. Zunächst war es noch im alten Gebäude der Börse im Quadrat E 4 untergebracht. Bereits nach kurzer Zeit bezog es das heutige Domizil im Quadrat P 6 an den Mannheimer Planken. Das Skulpturenfeld im Innenhof stammt von Renate Hoffleit, die 1991 den Gestaltungswettbewerb gewann.
2003/04 gab es Pläne, die Anzahl der Sozialgerichte in Baden-Württemberg zu reduzieren und das Sozialgericht in Mannheim aufzulösen. Andere Überlegungen sahen vor, die Sozialgerichtsbarkeit mit der Verwaltungsgerichtsbarkeit zu vereinen. Auch hierbei wäre das Mannheimer Sozialgericht aufgelöst und der Bezirk dem Verwaltungsgericht Karlsruhe angeschlossen worden. Beide Pläne wurden nicht verwirklicht. Stattdessen erhielt das Sozialgericht mit der Übertragung der Angelegenheiten der Sozialhilfe und des Asylbewerberleistungsgesetzes zum 1. Januar 2005 erweiterte Zuständigkeiten.